# Unga Tjóðveldið
Unga Tjóðveldið (da.: Den Unge Republik eller De unge republikanere) er en færøsk politisk ungdomsorganisation, der er tilknyttet det venstreorienterede republikanske parti Tjóðveldi. Unga Tjóðveldið arbejder for fuld færøsk selvstændighed, et solidarisk samfund og et styrket demokrati. Unga Tjóðveldið blev grundlagt i 1965. Unga Tjóðveldið er medlem af paraplyorganisationen Socialistisk Ungdom i Norden (SUN) i Ungdommens Nordisk Råd og i den europæiske gruppe European Free Alliance Youth(EFAy).   
Formænd/kvinder i kronologisk rækkefølge siden 1998:
- Annlis Bjarkhamar
- Jóannes Vitalis Hansen
- Rúni Nielsen
- Jógvan Jacobsen
- Barbara Holm
- Rúni Nielsen og Barbara Holm
- Gunnhild Dahl Niclasen
- Jógvan Arnason Djurhuus
- Regin Winther Poulsen
- Tráin Petursson Nónklett, feb. 2014 - marts 2016
- Elsa Berg, marts 2016 - marts 2018 [1]
- Hervør Pálsdóttir, marts 2018-

Jóannis Erlendsson